# Ozena
L'ozena nasale (dal greco antico ὄζαινα, òzaina, derivato di ὄζω, òzo, «mandare cattivo odore»), conosciuta anche con il nome di rinite cronica atrofica, è una particolare forma di rinite cronica, caratterizzata appunto da una marcata e diffusa atrofia della mucosa nasale. Il disturbo si estende a coinvolgere anche le ghiandole, lo scheletro dei turbinati e le terminazioni nervose che si distribuiscono al naso. La rinite atrofica cronica può essere primaria o secondaria. Una forma particolare di rinite atrofica cronica è la rinite sicca anteriore. A volte la malattia si può ulteriormente diffondere arrivando ad interessare anche la laringe.

## Storia
Questo disturbo era noto fin dall'epoca dell'antico Egitto, quasi 4 000 anni fa, e si ritrovano descrizioni di esso negli storici papiri medici. Nel papiro di Edwin (1700 a.C.) veniva prescritto un trattamento a base di vino e latte materno per curare questa malattia. Anche la civiltà greca e quella indiana erano a conoscenza della rinite atrofica.

## Rinite atrofica primaria

### Eziologia
- Fattori ereditari: maggiore frequenza del disturbo nell'ambito della famiglia[2][3]
- Squilibrio endocrino: la malattia tende a presentarsi fin dalla pubertà e coinvolge con maggiore frequenza le femmine.
- Fattori razziali: i bianchi sono maggiormente suscettibili al disturbo rispetto ai nativi dell'Africa equatoriale.
- Carenza nutrizionale: deficit di vitamina A o D, o di ferro
- Infezioni: Klebsiella ozaenae,[4] difteroidi, Proteus vulgaris, E. coli ed altri
- Autoimmune: infezione virale o qualche altro insulto identificato che talvolta può innescare antigenicità della mucosa nasale.

## Epidemiologia
La zona endemica risulta essere prevalentemente la regione subtropicale e le aree temperate (Sud Asia, Africa), dove il disturbo affligge prevalentemente le classi sociali ed economiche più basse.
Anche nell'Europa dell'est e nella regione Mediterranea risulta essere relativamente diffusa, per via di patologie che predispongono a tale disturbo. Con l'avanzare dell'età anagrafica l'incidenza della malattia diminuisce. Nei paesi sviluppati l'incidenza del problema si è venuta a ridurre in modo molto marcato per i notevoli miglioramenti in sanità ed igiene.

## Patogenesi
L'epitelio ciliato colonnare che caratterizza la mucosa delle cavità nasali viene ad essere perso e rimpiazzato da un epitelio di tipo squamoso (epitelio pavimentoso). Si verifica un'atrofia delle ghiandole esocrine siero-mucinose, degli elementi sinusoidi venosi che drenano il sangue che irrora la mucosa, delle cellule olfattive di rivestimento e dei neuroni olfattivi. Anche le arterie della mucosa, il periostio e lo stesso osso sono coinvolti nel processo di tipo obliterativo.
L'osso dei turbinati subisce un marcato processo di riassorbimento che porta ad un ampliamento delle cavità nasali. Anche i seni paranasali vengono coinvolti nel processo disgregativo.

## Clinica
Il disturbo è frequente nelle femmine rispetto ai maschi e tende a comparire durante la pubertà, anche se vi sono segnalazione in età molto più precoci (fin dal primo anno di vita). Le cavità nasali risultano costantemente infiammate e tendono a divenire ripiene di croste maleodoranti di colore verde scuro o francamente nere. La mucosa nasale presenta importanti alterazioni di tipo atrofico con riassorbimento dell'osso sottostante. Il paziente lamenta spesso sensazione di bruciore al naso e ostruzione nasale.
I soggetti affetti da rinite cronica atrofica possono anche presentarsi con cefalea e dolori facciali molto simili a quelli tipici della sinusite cronica. 
I microrganismi all'interno delle cavità nasali si moltiplicano con estrema facilità e ciò produce un cattivo odore (talvolta definito come disgustoso fetore che esce dal naso). Questa caratteristica rende spesso il paziente un emarginato sociale. In alcuni casi il soggetto può avvertire distintamente questo odore disgustoso, mentre nelle fasi più avanzate del disturbo, a seguito della distruzione ed atrofizzazione degli elementi responsabili della percezione degli odori, il paziente può essere del tutto non consapevole di questo (si parla in questo caso di "anosmia misericordiosa").

I pazienti normalmente lamentano senso di ostruzione nasale nonostante le loro cavità nasali tendano a divenire più ampie. Questa sensazione può essere conseguenza dell'ostruzione secondaria alla presenza di croste e secrezioni nasali, ma può anche essere dovuta a perdita di sensibilità per atrofia delle terminazioni nervose del naso, il che rende il paziente non consapevole del flusso d'aria che le attraversa. L'epistassi (sanguinamento dal naso) può verificarsi in associazione al tentativo di rimozione di croste nasali essiccate. Come ulteriore evoluzione del processo distruttivo che porta all'atrofia della mucosa può anche verificarsi la perforazione del setto nasale e la dermatite del vestibolo nasale. In alcuni soggetti il naso può mostrare una caratteristica deformità a sella.

La rinite atrofica è anche associata a simili distrofie a carico della faringe o della laringe, con una sintomatologia suggestiva di un interessamento di queste strutture. Una compromissione dell'udito (ipoacusia) può verificarsi a causa di un blocco della tuba di Eustachio causato da un eccesso di effusione dell'orecchio medio.
In molti casi, anche dopo una completa guarigione, può residuare una perdita permanente del senso dell'odore e una compromissione del gusto.

## Diagnosi
La diagnosi della rinite atrofica si fonda sostanzialmente sull'anamnesi e la visita medica con il riscontro dei classici segni e sintomi. In diagnosi differenziale deve rientrare la sinusite cronica e pertanto l'esecuzione di una radiografia del naso e dei seni paranasali è indicata. In casi selezionati può essere preferibile eseguire una tomografia computerizzata (TC) degli stessi.

## Prognosi
La malattia tende a persistere per anni anche se è stata notata una tendenza al rallentamento dell'evoluzione nell'età adulta più avanzata.

## Trattamento
Il trattamento consiste di più fasi. Inizialmente si deve mirare a mantenere quanto più possibile una adeguata igiene nasale, provvedendo alla rimozione manuale delle croste presenti riducendo perciò l'odore di putrefazione ad esse associato. Si debbono effettuare ulteriori sforzi volti a ridurre la possibilità di formazione di ulteriori croste.
In molti casi si pratica il lavaggio (irrigazione) delle cavità nasali ricorrendo ad una soluzione salina calda oppure ad una soluzione alcalina ottenuto sciogliendo un cucchiaino di bicarbonato di sodio e 2 cucchiani di cloruro di sodio in 250 ml di acqua.
Inizialmente le irrigazioni debbono essere praticate 2 o 3 volte al giorno, ma successivamente può essere sufficiente una volta ogni 2 o 3 giorni. Le croste troppo dure possono essere difficili da rimuovere con la sola irrigazione, che comunque risulta utile nell'ammorbidirle e quindi rendere più semplice una loro asportazione meccanica con una pinza o tramite aspirazione.

Dopo la rimozione delle croste il naso può essere trattato con una soluzione di glucosio 25% per inibire l'ulteriore crescita di microrganismi proteolitici che sono spesso responsabili del cattivo odore emanato dai pazienti. Si può anche procedere a spruzzare il naso con soluzioni di antibiotici ad uso topico. Questa azione aiuta ad eliminare le infezioni secondarie. Alcuni autori raccomandano l'utilizzo di una soluzione di chemicetina, talvolta in associazione con estradiolo e vitamina D2.
La somministrazione orale di antibiotici (ad esempio la streptomicina) può essere richiesta in presenza di infezioni acute ed è utile per combatte rapidamente l'agente eziologico. È anche possibile ricorrere al trattamento con chinoloni o altri antibiotici ad ampio spettro, tuttavia non esistono studi specifici che confrontano la miglior scelta di antibiotici in questa situazione. In un piccolo numero di pazienti con la forma primaria della malattia è stata studiata la rifampicina.
Utile anche una terapia di supporto con vitamine per sopperire alla possibile carenza associata. In passato si utilizzava una terapia chirurgica per correggere le dimensioni del setto nasale.